# Columbus (Pensilvania)
Columbus es un lugar designado por el censo ubicado en el condado de Warren en el estado estadounidense de Pensilvania. En el año 2010 tenía una población de 824 habitantes y una densidad poblacional de 139,6 personas por km².

## Geografía
Columbus se encuentra ubicado en las coordenadas 41°56′49″N 79°35′9″O / 41.94694, -79.58583. Según la Oficina del Censo de los Estados Unidos, Columbus tiene una superficie total de 2,28 mi² (5,9 km²), de la cual 2,28 mi² (5,9 km²) corresponden a tierra firme y 0 mi² (0 km²) es agua.